# Prionapterus staphilinus
Prionapterus staphilinus là một loài bọ cánh cứng trong họ Cerambycidae.